# أحمد شاه بهادر
أحمد شاه بهادر (1138 - 1189 هـ / 1725 - 1775 م) هو السلطان الثالث عشر من سلاطين مغول الهند في دلهي
خلف أباه على عرش السلطنة وحكم في فترة 1161 - 1167 هـ / 1748 - 1754 م.